# Crocus chrysanthus
Crocus chrysanthus es una especie botánica del género Crocus de la familia de las Iridaceae. 

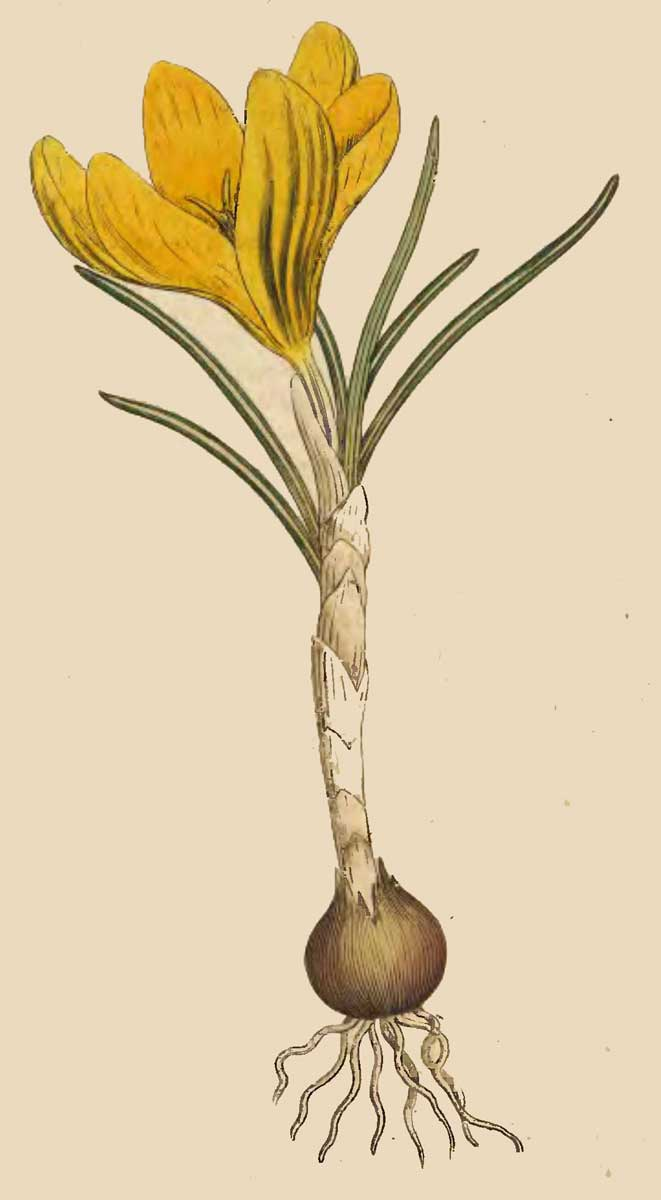
Ilustración

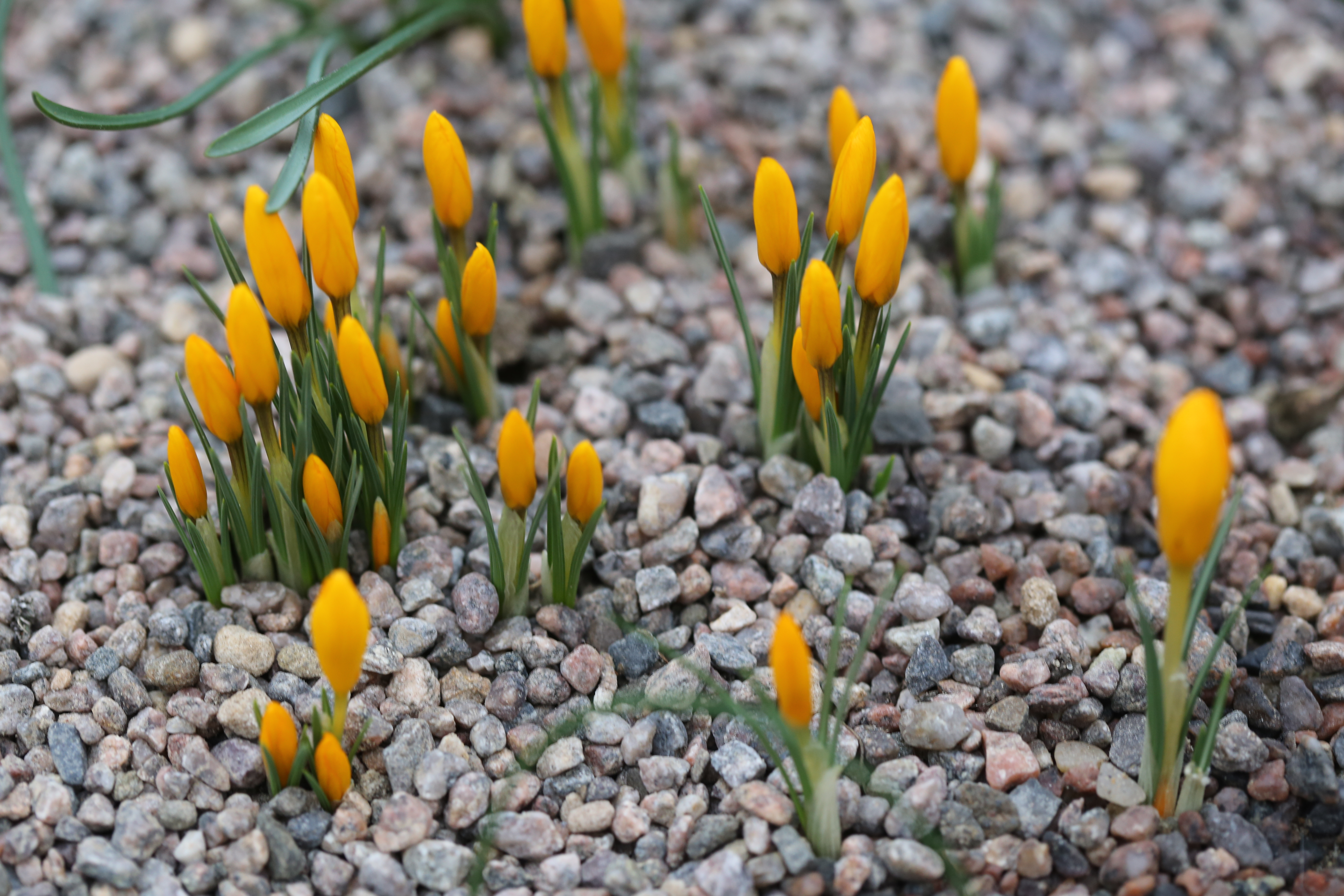
Vista de la planta

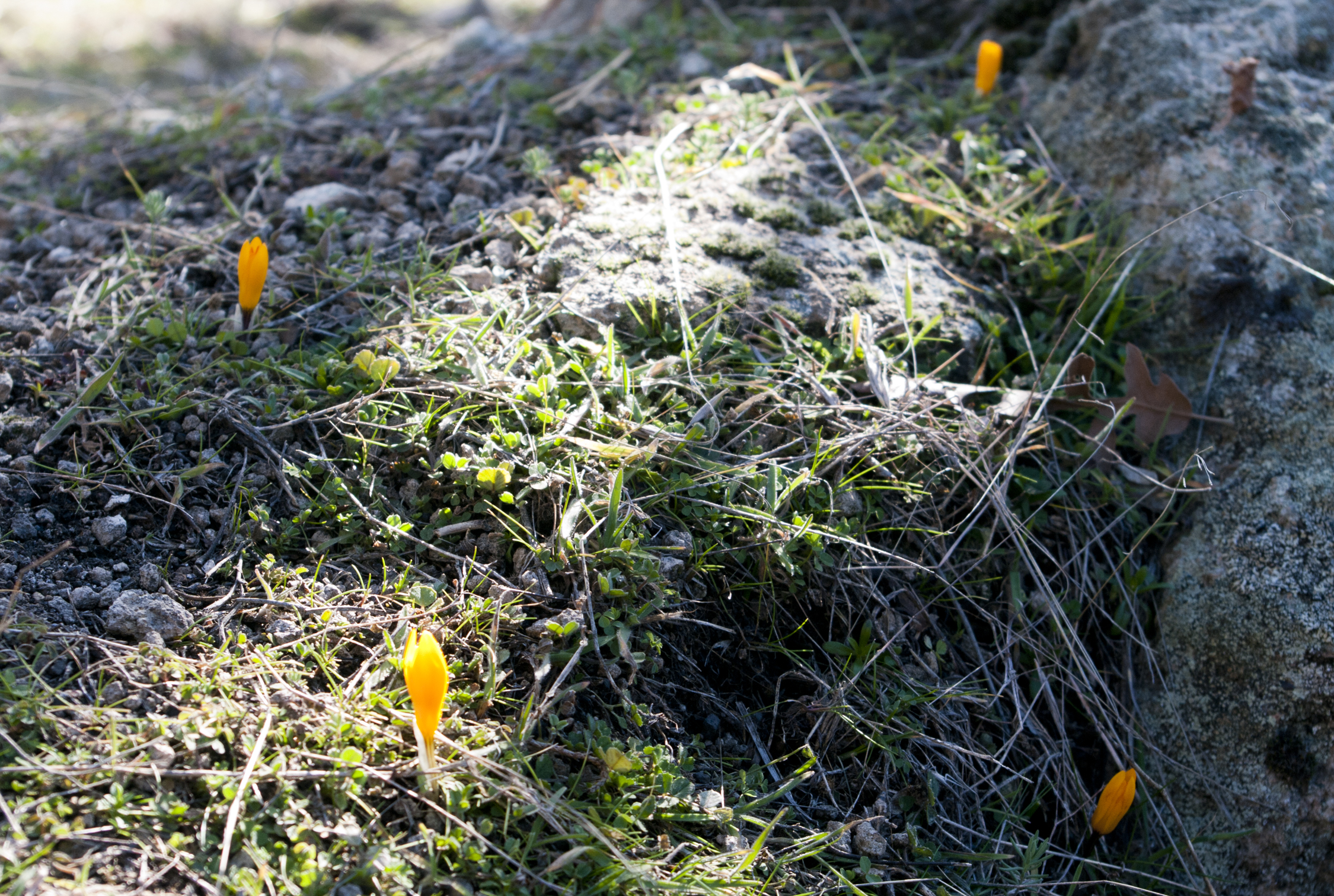
En su hábitat

## Descripción
Crocus chrysanthus es originaria de los Balcanes y Turquía, y tiene flores en forma de cuenco de color naranja-amarillo. Tiene cormos pequeños y una flor más pequeña que el azafrán holandés gigante ( Crocus vernus ), aunque produce más flores por bulbo que el segundo. Su nombre común, "nieve azafrán", deriva de su período de floración excepcionalmente temprano, floreciendo alrededor de dos semanas antes de que el azafrán gigante, y con frecuencia emerge a través de la nieve a finales del invierno o principios de primavera. Las hojas son estrechas, con una franja central plateada.

## Distribución
Crocus chrysanthus, que comúnmente se llama el 'azafrán nieve' porque florece muy temprano en el año. Está estrechamente relacionado con Crocus biflorus ; algunos de los cultivares que se venden como Crocus chrysanthus son Crocus biflorus híbridos.

## Taxonomía
Crocus chrysanthus fue descrita por (Herb.) Herb. y publicado en Edwards's Bot. Reg. 29(Misc.): 83 1843.
Etimología
Crocus: nombre genérico que deriva de la palabra griega:
κρόκος ( krokos ). Esta, a su vez, es probablemente una palabra tomada de una lengua semítica, relacionada con el hebreo כרכום karkom, arameo ܟܟܘܪܟܟܡܡܐ kurkama y árabe كركم kurkum, lo que significa " azafrán "( Crocus sativus ), "azafrán amarillo" o la cúrcuma (ver Curcuma). La palabra en última instancia se remonta al sánscrito kunkumam (कुङ्कुमं) para "azafrán" a menos que sea en sí mismo descendiente de la palabra semita.
chrysanthus: epíteto latíno que significa "con flores doradas".
Sinonimia
- Crocus annulatus var. chrysanthus Herb.
- Crocus croceus K.Koch
- Crocus skorpilii Velen.
- Crocus sulphureus Griseb.[8][9]